# チョアパ県
チョアパ県は、チリのコキンボ州 (IV) の県である。県は面積10,079.8 km²、人口81,681人。県都はイヤペル町。現知事はGisella Mateluna Gambo。
県は、4つのコムーナ（comunas）から構成される。
- イヤペル
- サラマンカ
- ロス・ビオス
- カネラ

## 地理と人口動態
以下は、国立統計研究所（INE）の2002年国勢調査による。
- 面積：10,131.6 km2 (3,912 sq mi)
- 人口：81,681人
  - 男性：41,578人
  - 女性：40,103人
- 人口密度：8.1人/k㎡（21人/平方マイル）
- 人口増加率：4.6%（3,603人） - 1992年〜2002年